# Entel Chile
Entel Chile (Abk. für Empresa Nacional de Telecomunicaciones S.A de Chile) ist der größte chilenische Anbieter für Telekommunikations- und Internetverbindungen.
Entel wurde am 31. August 1964 gegründet. Am Anfang gehörte Entel dem Staat Chile und wurde 1986 privatisiert.
Entel entstand 1964 aufgrund des Telekommunationsplans der CORFO (Corporación de Fomento de la Producción), dieser sollte die Übertragung von Daten- und Gesprächen über lange Distanzen sicherstellen. CORFO basiert auf einem Gesetz von 1939, welches sich mit der staatlichen Regelung von Industrieaufgaben befasst.
1968 wurde in der Stadt Longovilo in der Región Metropolitana de Santiago einen Satellitenempfangsstation errichtet. Von 1970 bis 1974 entstand in Santiago de Chile der Fernseh- und Fernmeldeturm Torre Entel (Centro Nacional de Telecomunicaciones), die Telekommunikationszentrale von Entel.
Nach der Privatisierung entstand 1996 Entel PCS und EntelPhone, die Lizenzen für Telefon-, Mobiltelefonie- und Internetverbindungen anbieten.